# Каєхон-де-Уайлас
9°16′00″ пд. ш. 77°07′00″ зх. д. / 9.2666666666667° пд. ш. 77.116666666667° зх. д.
Каєхон-де-Уайлас (ісп. Callejón de Huaylas — «алея Уайлас») — долина в хребті Кордильєра-Оксиденталь в перуанському регіоні Анкаш на північному центрі країни, що відділяє хребти Кордильєра-Бланка на сході та Кордильєра-Неґра на заході, на півдні долина обмежена хребтом Кордильєра-Уайуаш. По долині протікає річка Ріо-Санта, на вході в долину розташовується її витік, Лагуна-Конокоча. Ця долина є важливим туристичним та культурним районом Перу. Найбільше місто долини — Уарас, столиця регіону Анкаш, розташоване на висоті 3000 м над рівнем моря.
| Перу | Це незавершена стаття з географії Перу. Ви можете допомогти проєкту, виправивши або дописавши її. |